# سیارک ۷۰۴۱۸
سیارک ۷۰۴۱۸ (به انگلیسی: 70418 Kholopov، نامگذاری:1999SD12)۷۰۴۱۸مین سیارک کشف شده‌است که در ۱۷ سپتامبر ۱۹۹۹ کشف شد.